# بيورن غوستافسون
بيورن غوستافسون (بالسويدية: Björn Gustafsson)‏ (و. 1986 – م) هو ممثل هزلي، وممثل، من السويد، ولد في السويد.

## وصلات خارجية
- بيورن غوستافسون على موقع IMDb (الإنجليزية)
- بيورن غوستافسون على موقع ميتاكريتيك (الإنجليزية)
- بيورن غوستافسون على موقع روتن توميتوز (الإنجليزية)
- بيورن غوستافسون على موقع ألو سيني (الفرنسية)
- بيورن غوستافسون على موقع ميوزك برينز (الإنجليزية)
- بيورن غوستافسون على موقع أول موفي (الإنجليزية)
- بيورن غوستافسون على موقع قاعدة بيانات الأفلام السويدية (السويدية)
- بيورن غوستافسون على موقع قاعدة بيانات الفيلم (الإنجليزية)